# エチオピアン・ニュース・エージェンシー
エチオピアン・ニュース・エージェンシー（アムハラ語：የኢትዮጵያ ዜና አገልግሎት, Ye Ityopya Zéna Agelgelot、英語: Ethiopian News Agency、ENA）は、エチオピア政府による国営通信社。また、1942年設立のエチオピアで最古の報道機関でもある。アディスアベバ市内のHQ Belay Zeleke Roadに本部がある。